# رالف دبليو. تايلر
رالف وينفريد تايلر (22 أبريل 1902 - 18 فبراير 1994) كان تربويًا أمريكيًا عمل في مجال التقييم والتقويم. خدم أو قدم المشورة لعدد من الهيئات التي وضعت المبادئ التوجيهية لإنفاق الأموال الفيدرالية وأثر على السياسة الأساسية لقانون التعليم الابتدائي والثانوي لعام 1965. ترأس تايلر اللجنة التي طورت التقييم الوطني للتقدم التعليمي (NAEP). وقد أطلق عليه البعض لقب "أب التقييم والتقويم التربوي".

## أفكاره حول المناهج الدراسية
بعد عقد من الزمان من إكمال عمله في دراسة السنوات الثماني، صاغ تايلر أفكاره الرسمية حول عرض وتحليل وتفسير المناهج والبرامج التعليمية للمؤسسات التعليمية في المبادئ الأساسية للمناهج والتدريس (1949). كان هذا الكتاب من أكثر الكتب مبيعًا وأعيدت طباعته منذ ذلك الحين في 36 طبعة، مما شكل موضوع المناهج وتصميم التدريس حتى يومنا هذا. وضع الكتاب هيكلًا بسيطًا لتقديم وتقييم التعليم يتكون من أربعة أجزاء أصبحت تُعرف باسم منطق تايلر:
1. ما هي الأغراض التعليمية التي يجب أن تسعى المدرسة إلى تحقيقها؟ (تحديد أهداف التعلم المناسبة)
2. كيف يمكن اختيار تجارب التعلم التي من المرجح أن تكون مفيدة في تحقيق هذه الأهداف؟ (تقديم تجارب التعلم المفيدة)
3. كيف يمكن تنظيم تجارب التعلم من أجل التعليم الفعال؟ (تنظيم التجارب لتعظيم تأثيرها)
4. كيف يمكن تقييم فعالية تجارب التعلم؟ (تقييم العملية ومراجعة المجالات التي لم تكن فعّالة)

في هذا الكتاب، يصف تايلر التعلم بأنه يحدث من خلال عمل الطالب. "إنه يتعلم ما يفعله بنفسه، وليس ما يفعله المعلم".